# Wepa marmurkowata

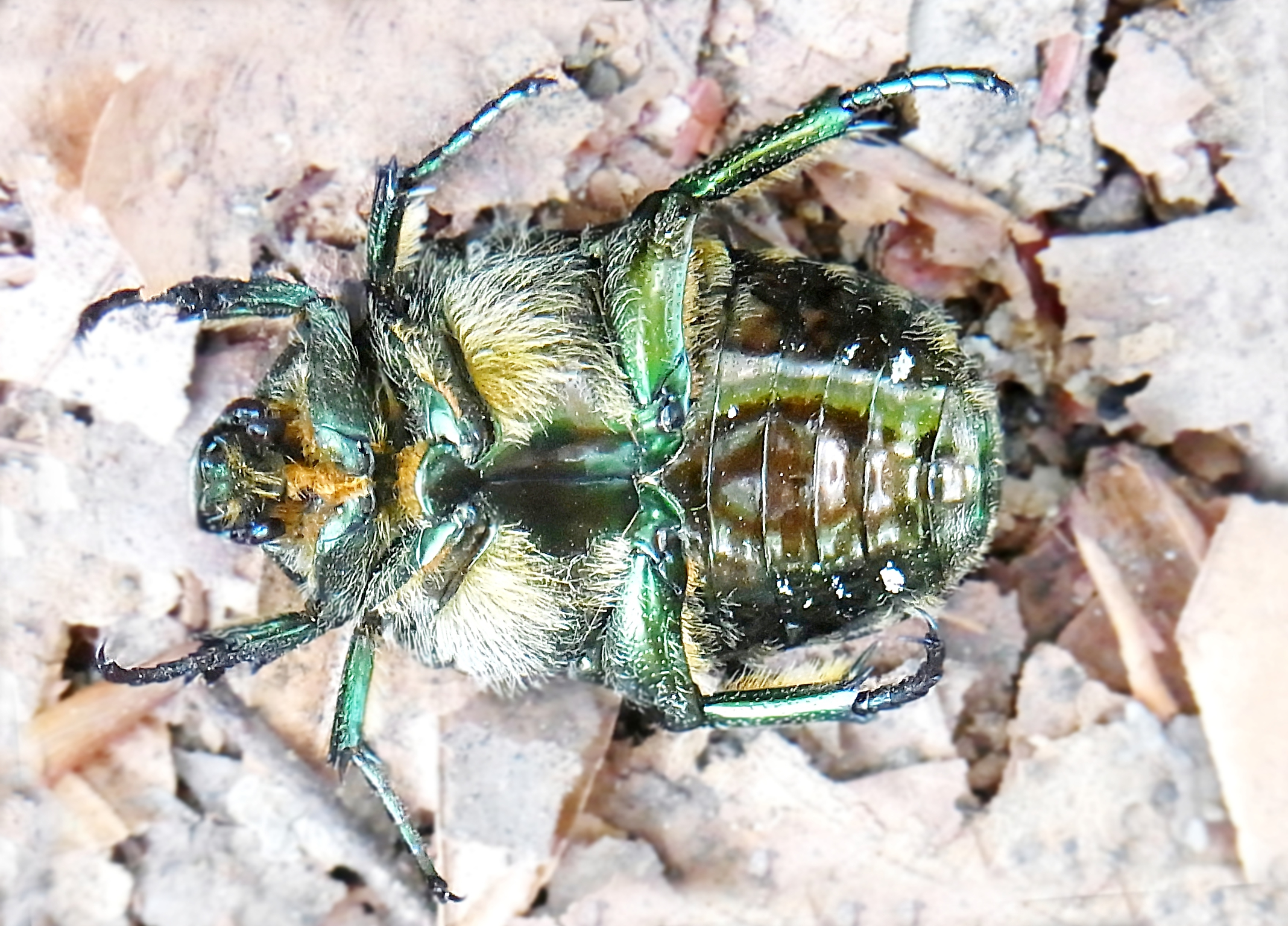
Od spodu.

Wepa marmurkowata (Protaetia marmorata) – gatunek chrząszcza z rodziny poświętnikowatych i podrodziny kruszczycowatych.

## Opis gatunku
Cykl rozwojowy trwa prawie dwa lata. Larwy żerują w murszejącym drewnie drzew liściastych (zwłaszcza dębów), rosnących na pobrzeżach lasów, polanach leśnych, w parkach i ogrodach. Osobniki dorosłe można spotkać od czerwca do sierpnia, przeważnie na kwiatach różnych roślin i wyciekającym soku z drzew.